# Eleição municipal de Teresina em 2020
A eleição municipal da cidade de Teresina em 2020 ocorreu nos dias 15 de novembro (primeiro turno) e 29 de novembro (segundo turno) e elegeu um prefeito, um vice-prefeito e 29 vereadores para a administração da cidade. O prefeito titular era Firmino Filho, do Partido da Social Democracia Brasileira (PSDB), que, por estar em seu segundo mandato de forma consecutiva, não pôde concorrer à reeleição.
Originalmente, as eleições ocorreriam em 4 de outubro (primeiro turno) e 25 de outubro (segundo turno) (para cidades acima de 200 mil habitantes), porém, com o agravamento da pandemia do novo coronavírus (SARS-CoV-2), causador da Covid-19, as datas foram modificadas com a promulgação da Emenda Constitucional nº 107/2020.
Em 29 de novembro de 2020, Dr. Pessoa (MDB) foi eleito prefeito de Teresina (PI) com 88,21% de urnas apuradas. Ficou com 62,27% dos votos válidos.

## Contexto político e pandemia
As eleições municipais de 2020 foram marcadas, antes mesmo de iniciada a campanha oficial, pela pandemia do coronavírus SARS-CoV-2 (causador da COVID-19), o que fez com que os partidos remodelassem suas metodologias de pré-campanha. O Tribunal Superior Eleitoral (TSE) autorizou os partidos a realizarem as convenções para escolha de candidatos aos escrutínios por meio de plataformas digitais de transmissão, para evitar aglomerações que possam proliferar o vírus. Alguns partidos recorreram a mídias digitais para lançar suas pré-candidaturas.
Além disso, a partir deste pleito, foi colocada em prática a Emenda Constitucional 97/2017, que proíbe a celebração de coligações partidárias para as eleições legislativas.

## Candidatos
| Candidato(a) a prefeito(a)                                                    | Candidato(a) a prefeito(a)                                                    | Candidato(a) a prefeito(a)                                                    | Candidato(a) a vice-prefeito(a)                                               | Nº                                                                            | Coligação/Partido                                                             | Tempo de horário eleitoral |
| ----------------------------------------------------------------------------- | ----------------------------------------------------------------------------- | ----------------------------------------------------------------------------- | ----------------------------------------------------------------------------- | ----------------------------------------------------------------------------- | ----------------------------------------------------------------------------- | -------------------------- |
|                                                                               |                                                                               | Fábio Abreu PL                                                                | Pastora Diana Republicanos                                                    | 22                                                                            | A Mudança com a Força do Povo PL, Republicanos, PMN, PTB                      | 1 min e 26 s               |
|                                                                               |                                                                               | Simone Pereira PSD                                                            | Valtão PSD                                                                    | 55                                                                            | Partido Social Democrático PSD                                                | 44 segundos                |
|                                                                               |                                                                               | Gessy Fonseca PSC                                                             | Mara Denise PSC                                                               | 20                                                                            | Partido Social Cristão PSC                                                    | 14 segundos                |
|                                                                               |                                                                               | Kleber Montezuma PSDB                                                         | Sargento R Silva PP                                                           | 45                                                                            | O Povo Faz Acontecer PSDB, PP, PSL, Avante, PDT, DEM, PMB, PV, PODE           | 3 min e 40 s               |
|                                                                               |                                                                               | Fábio Novo PT                                                                 | Érico Luiz PTC                                                                | 13                                                                            | Muito Mais Para Teresina PT, PTC, PCdoB, REDE, Solidariedade                  | 1 min e 31 s               |
|                                                                               |                                                                               | Fábio Sérvio PROS                                                             | Raulli Brito PROS                                                             | 90                                                                            | Partido Republicano da Ordem Social PROS                                      | 14 segundos                |
|                                                                               |                                                                               | Dr. Pessoa MDB                                                                | Robert Rios PSB                                                               | 15                                                                            | Pra Cuidar da Nossa Gente MDB, PSB, PRTB                                      | 1 min e 19 s               |
|                                                                               |                                                                               | Mário Rogério Cidadania                                                       | Nazaré Barbosa Cidadania                                                      | 23                                                                            | Cidadania                                                                     | 14 segundos                |
|                                                                               |                                                                               | Major Diego Melo Patriota                                                     | Dra. Elisvania Patriota                                                       | 51                                                                            | Patriota                                                                      | 15 segundos                |
|                                                                               |                                                                               | Lucineide Barros PSOL                                                         | Cyntia Falcão PSOL                                                            | 50                                                                            | Partido Socialismo e Liberdade PSOL                                           | 20 segundos                |
|                                                                               |                                                                               | Gervásio Santos PSTU                                                          | Egmar Júnior PSTU                                                             | 16                                                                            | Partido Socialista dos Trabalhadores Unificado PSTU                           | Não possui                 |
|                                                                               |                                                                               | Lourdes Melo PCO                                                              | Albetiza Moreira PCO                                                          | 29                                                                            | Partido da Causa Operária PCO                                                 | Não possui                 |
|                                                                               |                                                                               | Pedro Laurentino UP                                                           | Ellica Ramona UP                                                              | 80                                                                            | Pelo Poder Popular UP, PCB                                                    | Não possui                 |
| Apresentação de acordo com a ordem da propaganda eleitoral e ordem alfabética | Apresentação de acordo com a ordem da propaganda eleitoral e ordem alfabética | Apresentação de acordo com a ordem da propaganda eleitoral e ordem alfabética | Apresentação de acordo com a ordem da propaganda eleitoral e ordem alfabética | Apresentação de acordo com a ordem da propaganda eleitoral e ordem alfabética | Apresentação de acordo com a ordem da propaganda eleitoral e ordem alfabética | Sobras: 0:03               |

## Resultados

### Prefeitura
Fonte: TSE
| Candidato(a)           | Candidato(a)                | Vice                         | 1º turno 15 de novembro de 2020 | 1º turno 15 de novembro de 2020 | 2º turno 29 de novembro de 2020 | 2º turno 29 de novembro de 2020 |
| Candidato(a)           | Candidato(a)                | Vice                         | Total                           | Porcentagem                     | Total                           | Porcentagem                     |
| ---------------------- | --------------------------- | ---------------------------- | ------------------------------- | ------------------------------- | ------------------------------- | ------------------------------- |
|                        | Dr. Pessoa (MDB)            | Robert Rios (PSB)            | 142.769                         | 34,53%                          | 236.339                         | 62,31%                          |
|                        | Kleber Montezuma (PSDB)     | Sargento R.Silva (PP)        | 110.395                         | 26,70%                          | 142.941                         | 37,69%                          |
|                        | Gessy Fonseca (PSC)         | Mara Denise (PSC)            | 50.221                          | 12,14%                          | Não participaram                | Não participaram                |
|                        | Fábio Novo (PT)             | Érico Luiz (PTC)             | 47.573                          | 11,50%                          | Não participaram                | Não participaram                |
|                        | Fábio Abreu (PL)            | Pastora Diana (Republicanos) | 29.037                          | 7,02%                           | Não participaram                | Não participaram                |
|                        | Major Diego Melo (Patriota) | Dra. Elisvânia (Patriota)    | 12.871                          | 3,11%                           | Não participaram                | Não participaram                |
|                        | Simone Pereira (PSD)        | Valtão (PSD)                 | 8.787                           | 2,12%                           | Não participaram                | Não participaram                |
|                        | Lucineide Barros (PSOL)     | Cyntia Falcão (PSOL)         | 8.283                           | 2,00%                           | Não participaram                | Não participaram                |
|                        | Fábio Sérvio (PROS)         | Raulli Brito (PROS)          | 1.944                           | 0,47%                           | Não participaram                | Não participaram                |
|                        | Mário Rogério (Cidadania)   | Nazaré Barbosa (Cidadania)   | 775                             | 0,19%                           | Não participaram                | Não participaram                |
|                        | Pedro Laurentino (UP)       | Ellica Ramona (UP)           | 457                             | 0,11%                           | Não participaram                | Não participaram                |
|                        | Gervásio Santos (PSTU)      | Egmar Júnior (PSTU)          | 254                             | 0,06%                           | Não participaram                | Não participaram                |
|                        | Lourdes Melo (PCO)          | Albetiza Moreira (PCO)       | 156                             | 0,04%                           | Não participaram                | Não participaram                |
| Total de votos válidos | Total de votos válidos      | Total de votos válidos       | 413.366                         | 93,62%                          | 379.280                         | 90,27%                          |
| → Votos em branco      | → Votos em branco           | → Votos em branco            | 11.184                          | 2,50%                           | 12.094                          | 2,88%                           |
| → Votos nulos          | → Votos nulos               | → Votos nulos                | 22.072                          | 4,94%                           | 28.803                          | 6,85%                           |
| Total de votos         | Total de votos              | Total de votos               | 446.778                         |                                 | 420.177                         |                                 |
| Abstenções             | Abstenções                  | Abstenções                   | 111.883                         | 20,03%                          | 138.484                         | 24,79%                          |
| Total de inscritos     |                             |                              |                                 |                                 |                                 |                                 |